# Michael Trestka
Michael Trestka (polnisch Michał Trestka) war römisch-katholischer Bischof von Kiew 1413.
In jenem Jahr wurde er als Unterzeichner der Union von Horodło erwähnt. Michael war wahrscheinlich Dominikanermönch und unterstützte das Spital der Ritter vom Heiligen Grab in Żarnowiec in Kleinpolen.
Weitere Informationen zu seiner Person sind nicht erhalten.